# Expedição de 14 de junho de 1959
Expedição de 14 de junho de 1959 (em castelhano:  Expedición del 14 de junio de 1959) ou Desembarque de 14 de junho de 1959 (em castelhano:  Desembarco del 14 de junio de 1959) foi uma expedição armada conduzida pelo Movimiento de Liberación Dominicana, um grupo de exilados dominicanos com o objetivo de acabar com quase 30 anos de ditadura imposta na República Dominicana por Rafael Leonidas Trujillo. A expedição teve seu início em 14 de junho com a aterrissagem em Constanza de um avião Curtiss C-46 deixando 54 expedicionários que partiram para as montanhas. Seria completada em 20 de junho com o desembarque nas praias de Maimón  e Estero Hondo de duas embarcações com mais 144 combatentes. Esse feito não alcançou o seu objetivo e a maioria dos membros foram presos, torturados e mortos por Trujillo. No entanto, muitos historiadores afirmam que este fato  marcou o principio do fim da ditadura, que culminou com a morte do ditador quinze dias antes de completar o segundo aniversário da chegada da expedição às terras dominicanas.